# Nûdem Durak
Nûdem Durak (nascuda el gener de 1988) és una cantant de música folk kurda, presa política de Turquia. El 2015 va ser arrestada i condemnada a deu anys i mig de presó per cantar cançons populars kurdes, considerades com una prova de «ser membre d'una organització terrorista».

## Trajectòria
Durak va començar a cantar als 12 anys i va comprar la seva primera guitarra venent l'anell de noces de la seva mare. Va treballar com a professora de música al Centre Cultural Memuzin de la ciutat de Cizre. El 2009 va ser arrestada per primera vegada i va passar diversos mesos en presó preventiva. Després del judici va quedar en llibertat malgrat tenir-ne un altre de pendent. El 22 d'abril de 2012 va ser detinguda de nou, però el 2015 el Tribunal Suprem turc va aprovar la sentència de càstig i va instar a les autoritats a una nova detenció i empresonament. Durak va ser condemnada a deu anys i mig de presó per «propaganda terrorista», a causa del caràcter polític de la seva música. Abans del seu empresonament va manifestar a Al Jazeera que «cantar en kurd és la meva herència dels meus avantpassats... el meu únic delicte és fer art». El juliol de 2016, se li va augmentar la pena de presó de 10,5 a 19 anys, després d'imputar-li un delicte de pertinença a organització terrorista. Compleix condemna a la presó restringida tipus E de Mardin i el seu alliberament està previst pel 2034.
El novembre de 2016, com a part del projecte de veu de Peter Gabriel, Nadejda Tolokonnikova, de Pussy Riot, va denunciar la situació de Durak com la d'algú «empresonat per art». El 2020, Angela Davis, Noam Chomsky, Ken Loach, David Graeber, Peter Gabriel i Roger Waters, entre altres figures reconegudes de l'escenari cultural d'esquerres, van iniciar una campanya internacional demanant el seu alliberament. L'11 de febrer de 2022, Waters va tornar a exigir el seu alliberament a xarxes socials amb un vídeo on reclamava que «independentment del que penseu del desig de reconeixement dels kurds, és inacceptable que un país amb un gran patrimoni artístic històric com Turquia tracti els artistes així». La publicació va servir per anunciar l'enviament que li feia de la seva guitarra acústica Martin autografiada, emprada a la gira Us + Them Tour, en un viatge per Europa durant el qual diversos artistes coneguts com Noel Gallagher d'Oasis, Mark Knopfler dels Dire Straits o Marianne Faithfull també la van signar abans que es fes arribar a la presó de Bayburt. Un mes després, el 9 de març, Chomsky va reafirmar en un manifest la necessitat d'excarcerar a la cantant, tot reclamant que «ha de ser honrada pel seu treball dedicat i valent, no castigada».
Durak ha denunciat haver patit tortures, aïllament i el trencament de la seva guitarra per part de funcionaris de la presó.